# Chambon-sur-Voueize
Chambon-sur-Voueize è un comune francese di 859 abitanti situato nel dipartimento della Creuse nella regione della Nuova Aquitania.

## Storia

### Simboli
Lo stemma è presente nell'Armorial Général de France del 1696.

## Società

### Evoluzione demografica
Abitanti censiti